# Юдиф (цариця фалаша)

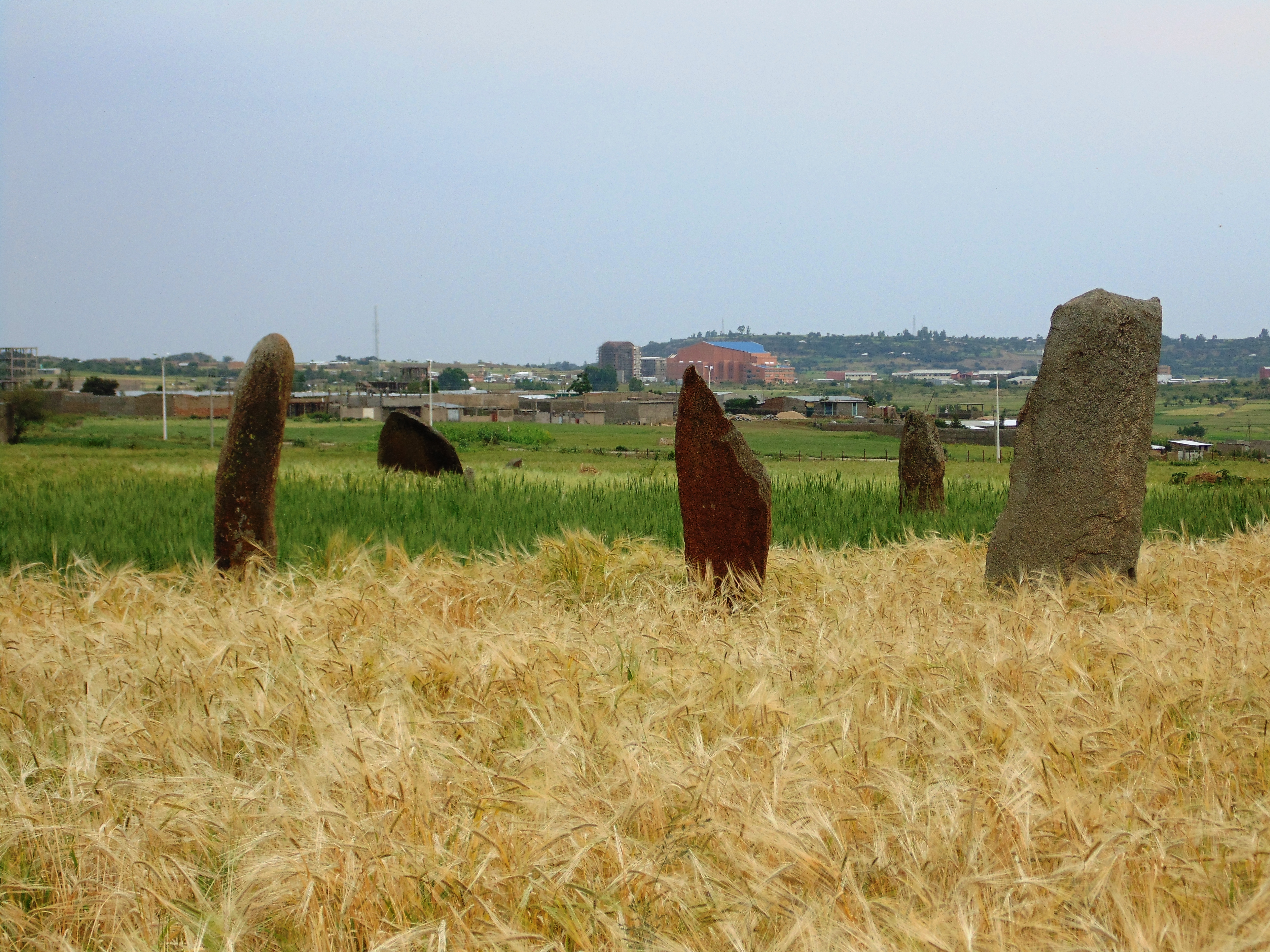
«Обеліски цариці Гудит» в Аксумі

Гудит, Юдиф (геез: ጉዲት, (960 — 1003) — володарка племен фалаша, а згодом — цариця Аксуму.
Була донькою ватажка фалаша Гедеона, який видав її заміж за правителя області Ласта Зира-Якоба.
Гудит відома також на прізвисько «Асагату» — «вогонь, що палає». Іноді її називають також Естер — можливо тому, що, подібно до біблійної Есфірі, вона мала неабиякий вплив на чоловіка. Саме Гудит нібито переконала Зира-Якоба перейти до юдаїзму та взяти собі нове ім'я, Соломон. З іншого боку, зміна імені князя Ласти могла бути суто політичним жестом — своєрідною заявкою на трон Аксуму, володарі якого вважали себе нащадками біблійного Соломона.
Після смерті чоловіка Гудит об'єднала під своєю владою Ласту і Симієн. І зрештою вирушила війною проти Аксуму, послабленому як війнами проти арабів, так і нападами сусідніх племен беджа. До того ж аксумський цар Анбесаиддим був на цей час ще неповнолітнім. Тож Гудит досить легко захопила Аксум, змусивши Анбессаиддима тікати світ за очі.
Царювання Гудит в Аксумі тривало сорок років. І місцевим мешканцям запам'яталося насамперед переслідуванням християн. Цариця розправилася з очільником ефіопської церкви абуне Петром, плюндрувала святині, руйнувала християнські церкви і монастирі. Не чіпала Гудит лише Сіонський храм, в якому, за твердим переконанням ефіопів, вже тоді зберігався Ковчег Заповіту.
Як володарка Аксуму підтримувала широкі міжнародні зв'язки, зокрема із Єменом, цар якого отримав від неї в подарунок зебр.
Швидше за все Гудит померла своєю смертю. І лише після цього до своєї колишньої столиці повернувся Анбесаиддим.